# Nemdà
El riu Nemdà (en rus Немда) passa per Marí El i per l'óblast de Kírov, a Rússia. És un afluent per la dreta del Pijma, que és tributari del riu Viatka. Té una longitud de 162 km i una conca de 3.780 km². El seu cabal mitjà és de 6 m³/s. Es glaça desde mitjans novembre a la segona meitat d'abril.